# A Delicate Balance
A Delicate Balance is een Amerikaans-Canadees-Britse dramafilm uit 1973 onder regie van Tony Richardson.

## Verhaal
Een neurotische familie uit Connecticut krijgt visite van enkele oude vrienden. Ze besluiten uiteindelijk om voor onbepaalde tijd bij hen in te trekken. Dat zorgt voor problemen.

## Rolverdeling
| Acteur            | Personage |
| ----------------- | --------- |
| Katherine Hepburn | Agnes     |
| Paul Scofield     | Tobias    |
| Lee Remick        | Julia     |
| Kate Reid         | Claire    |
| Joseph Cotten     | Harry     |
| Betsy Blair       | Edna      |